# Supercross (film)
Supercross è un film d'azione statunitense del 2005, diretto da Steve Boyum e interpretato da Steve Howey e Mike Vogel. Il film è una miscela di relazioni giovanili ambientate nel mondo intenso del Supercross professionale.

## Trama
K.C. Carlyle (Howey) e Trip (Vogel) sono fratelli che gareggiano in un supercross, una gara che coinvolge motociclette fuoristrada su una pista sterrata artificiale. K.C. accetta un affare lucrativo per gareggiare in una squadra ufficiale e lascia il fratello per finanziare le sue corse. Quando un incidente disabilita Trip, K.C. risolve i suoi problemi con lui, e Trip aiuta da allenatore K.C. a vincere il campionato di supercross.

## Colonna sonora
La colonna sonora del film comprende le seguenti tracce.
1. Ozomatli – Saturday Night – 4:01
2. Bullets and Octane – Pirates – 2:20
3. Longbeach Shortcuts – California Records
4. Fu Manchu – Make Them Believe – 3:47
5. Powerman 5000 – That's the Way It Is – 3:12
6. Leif Garrett – Tear Up This Town – 3:27
7. Joseph Arthur (aka Start Trouble) – Chemical – 3:48
8. Socialburn – Get Out Alive – 3:27
9. City of London – Days of My Life – 4:00
10. John Gregory – Ride of Your Life – 3:00
11. Natural – Things I've Done – 5:00
12. Rusty Truck – Everytime – 4:00
13. Change of Pace – Every Second – 3:00

Durata totale: 43:02